# Via Olmetto
Via Olmetto è una strada del municipio 1 di Milano che collega via Amadei a via San Vito.

## Storia e descrizione
Benché il suo tracciato sia compreso tra le antiche mura romane di Milano, non è noto l'origine effettiva del tracciato: durante i lavori di scavo per le fondamenta di palazzo d'Adda Piantanida nel XVI secolo fu scoperto un cimitero. La via era sicuramente conosciuta come contrada dell'Olmetto nel XVIII secolo, probabilmente per la presenza di un grosso olmo nella via, tuttavia è noto che la via avesse assunto in periodi precedenti il nome di contrada Levata o contrada Elevata. Per un breve periodo durante il Regno d'Italia napoleonico, la via ebbe il nome di contrada dell'Olmetto di Porta Marengo.
Sebbene colpita pesantemente dai bombardamenti della seconda guerra mondiale che ne stravolsero l'antico aspetto, la via conserva molti dei palazzi patrizi che un tempo caratterizzavano la via:
- Palazzo Casati (n. 1)
- Palazzo d'Adda Piantanida (n.3, scomparso)
- Palazzo Archinto (n. 6)
- Palazzo Brivio Sforza (n. 9)
- Casa Maggi (n. 10)
- Palazzo Brivio (n. 17)
- Casa Andreoli (demolita prima della riforma delle vie, all'epoca c. dell'Olmetto n. 4699)

## Trasporti
- Missori